# Zamek w Świrzu
Zamek w Świrzu – zamek wbudowany w XV w. przez Świrskich herbu Szaława z Romanowa.

## Historia
W 1427 roku w miejscowości Świrz przebywał król Władysław Jagiełło, jednak nie wiadomo czy już wtedy istniała tu warownia, ponieważ pierwsza wzmianka o zamku pochodzi dopiero z 1530 roku.
W 1648 r. podczas Powstania Chmielnickiego warownię zdobyli Kozacy. W 1649 roku zginął w bitwie pod Zborowem ostatni z rodu rotmistrz Paweł Świrski, w związku z czym zamek przeszedł w ręce kasztelana halickiego i chorążego podolskiego Aleksandra Cetnera herbu Przerowa. Nowy właściciel rozbudował zamek do kształtu obecnego, umieszczając na wieży bramnej swój herb Przerowa i swojej żony Hanny Zamoyskiej herbu Jelita. W 1672 r. zamek zdobyli Turcy, jednak powtórne ich oblężenie w 1675 roku było dla nich niepomyślne, bo warownia wzmocniona o załogę zamku w Pomorzanach obroniła się. W latach 20. XIX wieku właścicielami przestała być rodzina Cetnerów i zamek często zmieniał właścicieli. W 1907 roku zamek kupiła Irena z Wolańskich Pinińska, która następnie wyszła za generała Roberta Lamezana-Salinsa (oboje zostali pochowani w krypcie kaplicy zamkowej w Świrzu). Zamek po remoncie udostępniono zwiedzającym. Podczas I Wojny światowej zamek w 1914 roku został spalony przez wycofujących się Rosjan i następnie niszczał jako ruina bez sklepień i dachów. Gruntowną odbudowę przeprowadził gen. Lamezan-Salins w latach 1920–1926. Córka generała Irena wyszła za mąż za Tadeusza Bór Komorowskiego herbu Korczak, który zamieszkał w zamku w 1930 roku. W czasie II wojny światowej zamek ponownie zdewastowano. Po 1945 roku mieściła się w nim szkoła traktorzystów i internat dla uczniów.
W latach 1975–1983 obiekt poddano pracom remontowo-konserwatorskim w celu umieszczenia w nim domu pracy twórczej, jednak przez wiele lat pozostawał opuszczony.
Od 2018 roku zamkiem zarządza Centrum Kulturalne „Zamek Świrz”, które w okresie letnim udostępniło zamek dla zwiedzających.

## Architektura
Zamek zbudowano na planie nieregularnego czworoboku na wzgórzu wznoszącym się nad stawem. W obrębie zabudowań znajdują się dwa dziedzińce: główny o charakterze reprezentacyjnym i dziedziniec gospodarczy. Oba posiadające osobne wjazdy dziedzińce położone są na różnych poziomach i łączą je schody. Wjazd główny mieści się w wieży bramnej na osi skrzydła zamykającego od południa dziedziniec reprezentacyjny. Nad bramą dawniej znajdowały się dwa herby: Przerowa Aleksandra Cetnera chorążego podolskiego z inicjałami ACCHP i Hanny Zamoyskiej umieszczone na niej po 1649 r. Od strony wjazdu do zamku znajdują się w narożach dwie czworoboczne baszty ze strzelnicami. Główne zabudowania mieszkalne znajdowały się po przeciwległej stronie od wjazdu. Nad jednym z okien umieszczono płaskorzeźbę przedstawiającą gryfa. Na tablicy wmurowanej w ścianę zamku umieszczono po jednej z renowacji napis w j. łac. :

HAEC DOMUS TEMPORE BELLI COMBUSTA ANNO DOMINI MCMXVII REEDIFICATA
(Ten dom w czasie wojny [został] spalony i w roku pańskim 1917 odbudowany)

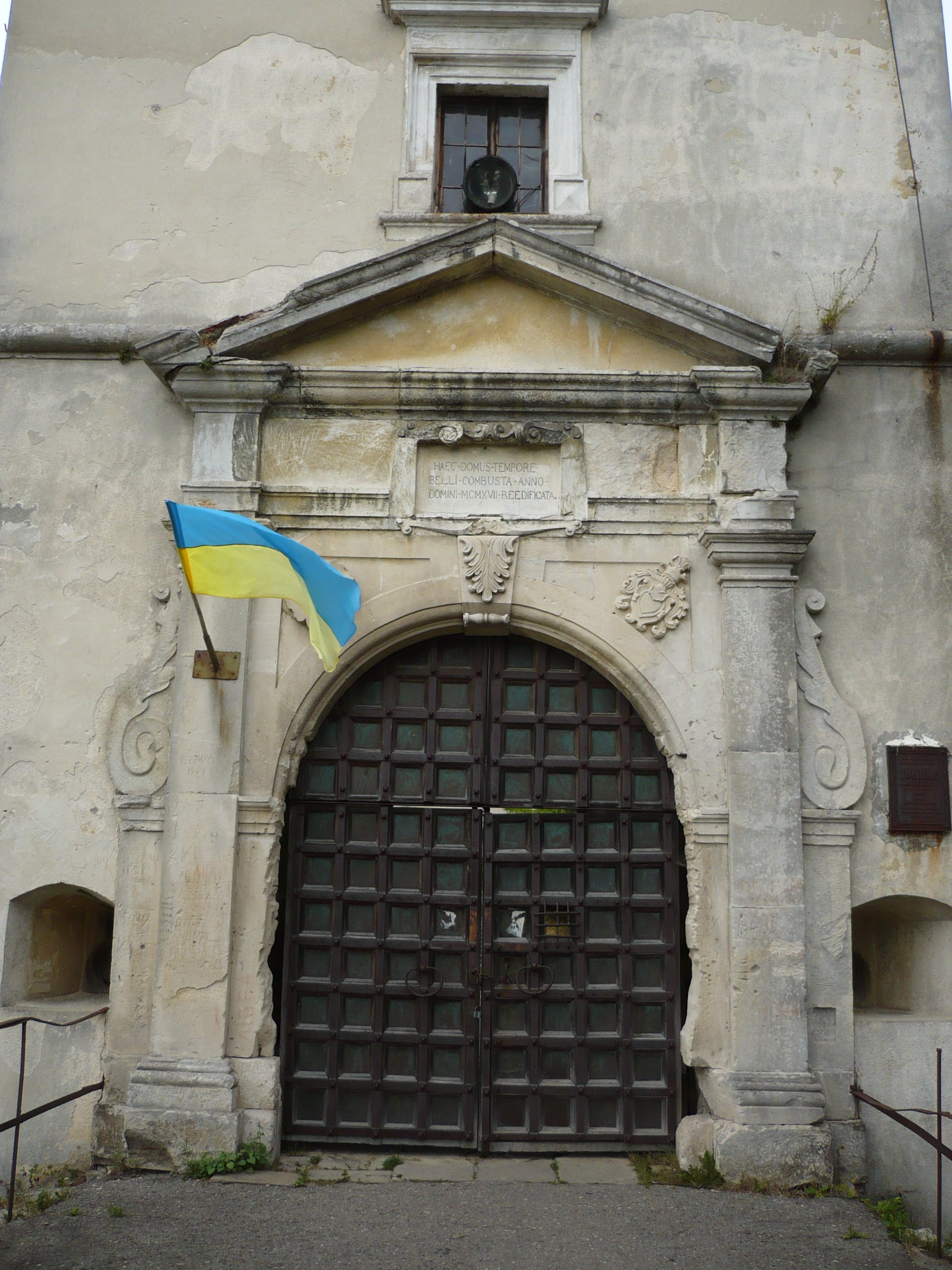
Brama z płyciną i herbem Przerowa
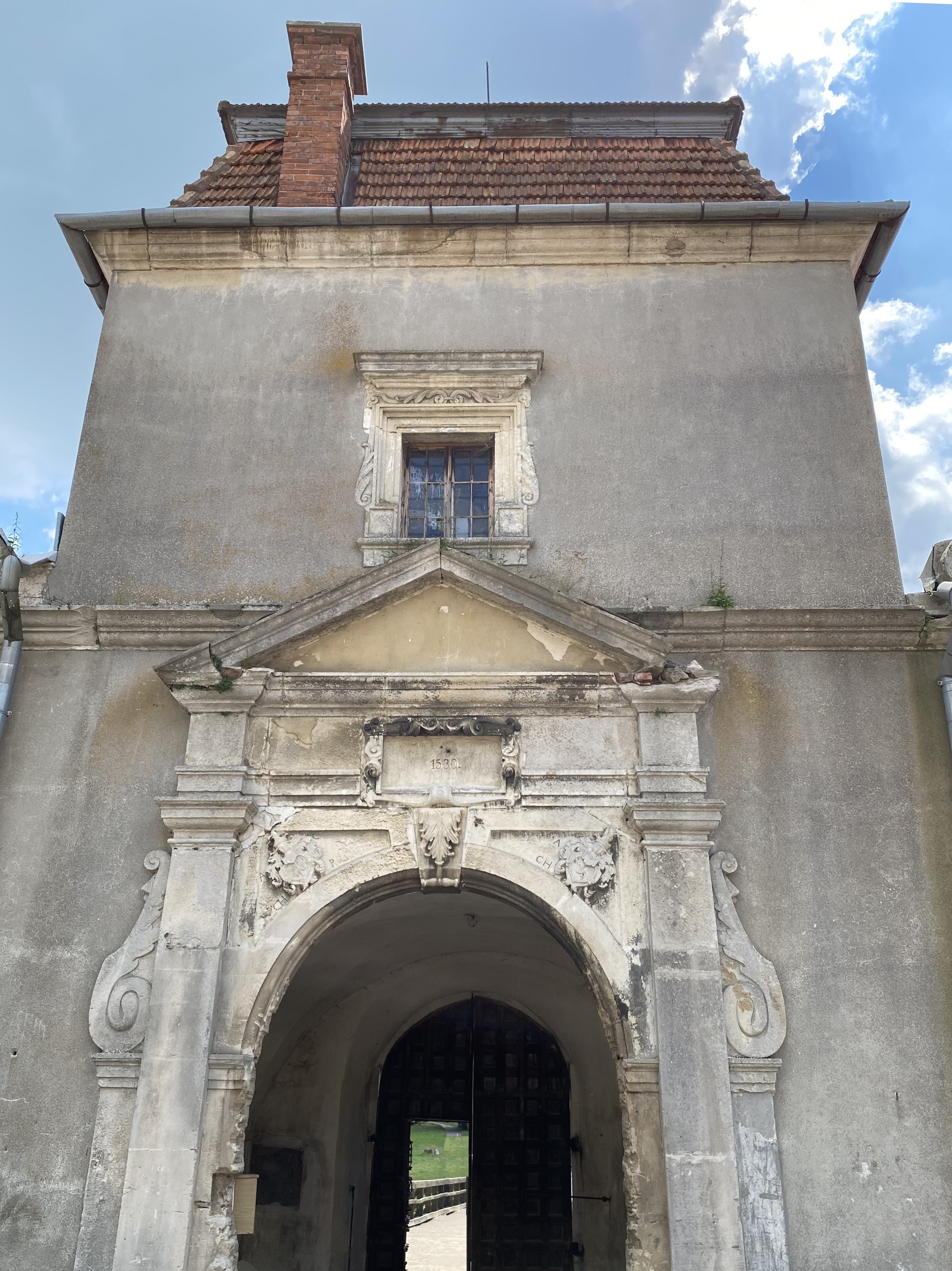
Brama z herbami Jelita, Przerowa
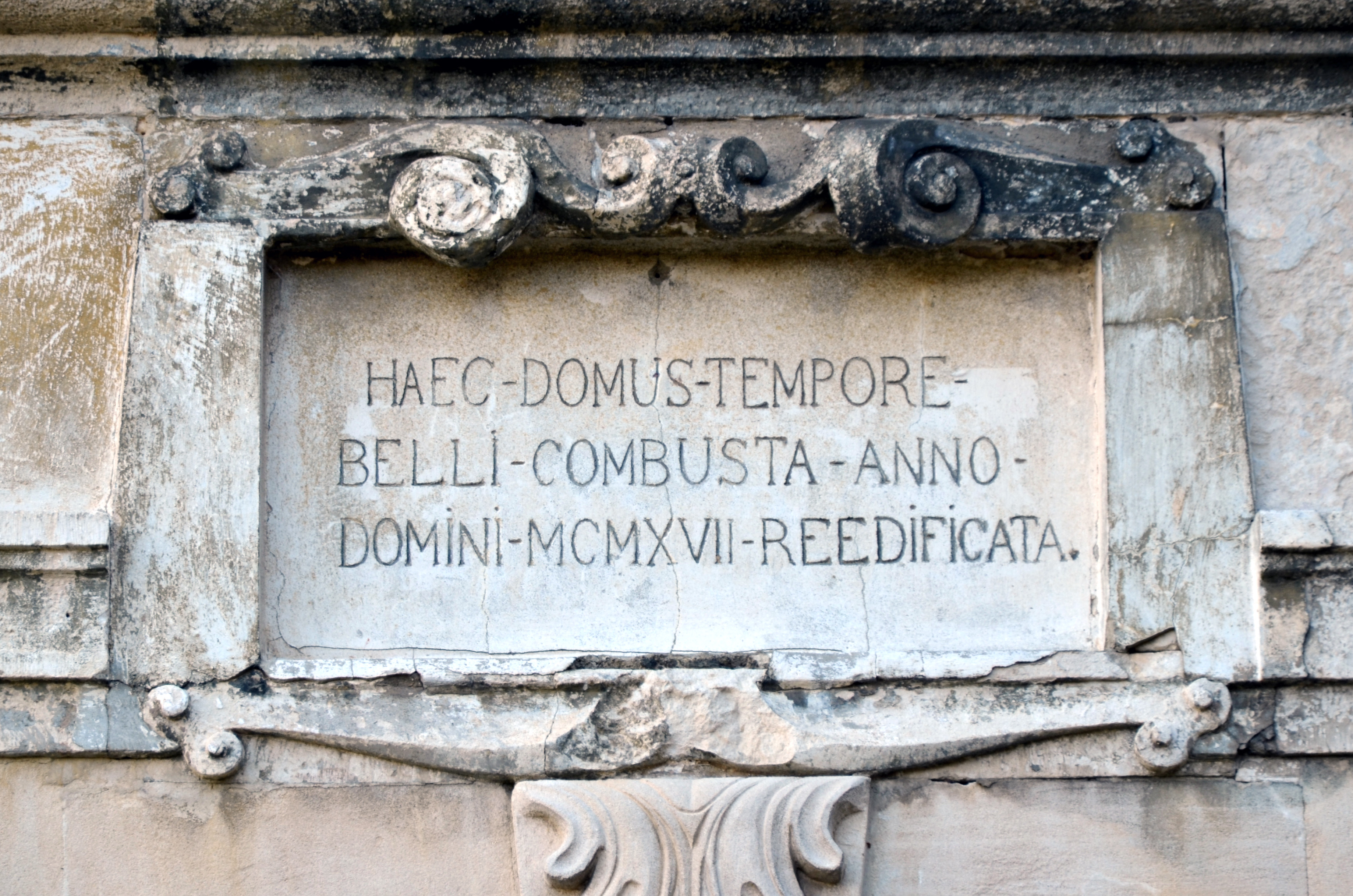
Płycina z napisem
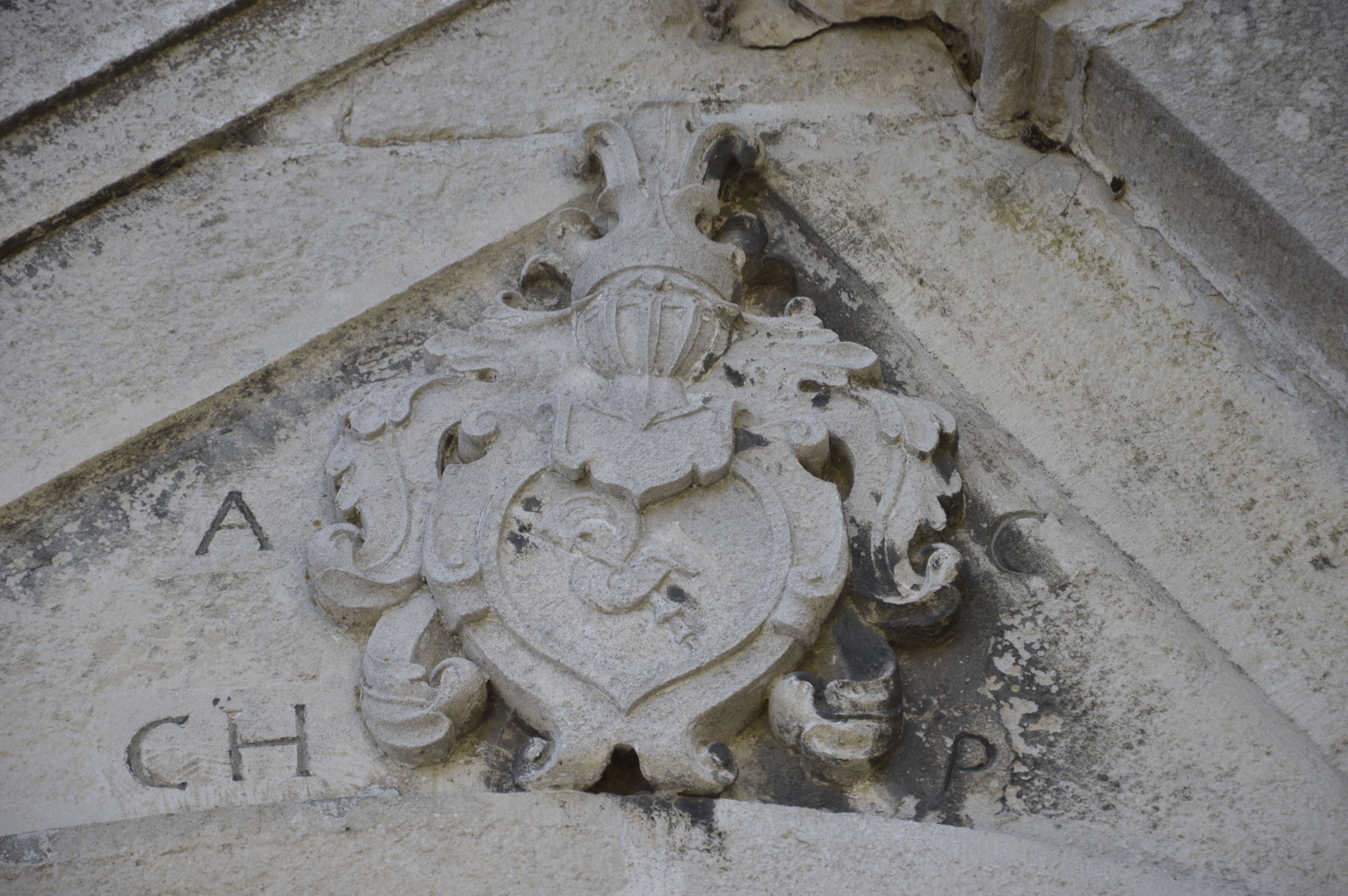
Herb Przerowa Aleksandra Cetnera
Herb Jelita Hanny Zamoyskiej
Herb Przerowa Aleksandra Cetnera